# Ла-Рошет (Ардеш)
Ла-Роше́т (фр. и окс. La Rochette) — коммуна во Франции, находится в регионе Рона — Альпы. Департамент коммуны — Ардеш. Входит в состав кантона Сен-Мартен-де-Валама. Округ коммуны — Турнон-сюр-Рон.
Код INSEE коммуны — 07195.

## Население
Население коммуны на 2008 год составляло 60 человек.
| 1962 | 1968 | 1975 | 1982 | 1990 | 1999 | 2008 |
| ---- | ---- | ---- | ---- | ---- | ---- | ---- |
| 100  | 169  | 124  | 110  | 64   | 57   | 60   |

## Экономика
В 2007 году среди 31 человек в трудоспособном возрасте (15—64 лет) 18 были экономически активными, 13 — неактивными (показатель активности — 58,1 %, в 1999 году было 61,3 %). Из 18 активных работали 17 человек (9 мужчин и 8 женщин), безработной была 1 женщина. Среди 13 неактивных 4 человека были учениками или студентами, 6 — пенсионерами, 3 были неактивными по другим причинам.

## Фотогалерея
- Гора Мезан
- Карта коммуны